# Espace de liberté (hydrologie)
Pour les articles homonymes, voir Espace de liberté (homonymie).
L’espace de liberté des cours d'eau est un concept géographique permettant une meilleure compréhension de l’aspect dynamique d’un cours d’eau et qui prône une gestion intégrée et un aménagement durable des territoires riverains. 
Ce concept a été introduit pour la première fois en 1981 lors d’un colloque sur l’écologie et l’aménagement de la Loire en France. Au Québec, cette approche a été élaborée par la collaboration des chercheuses Pascale Biron et Marie Larocque et du chercheur Thomas Buffin-Bélanger.
L’espace de liberté vise à changer la vision traditionnelle des cours d’eau, qui les considère généralement comme des entités statiques. Cette conception classique a tendance à percevoir un cours d’eau comme un élément fermement enraciné dans le paysage un peu comme une route. Donc dans cette conception, un enjeu comme l’érosion des rives, par exemple, sera considéré comme un problème qui doit être réparé. De nos jours, cette approche est qualifiée d’anthropocentrique et son invalidité fait l’unanimité parmi les experts. En effet, les limitations géographiques d’un cours d’eau sont loin d’être fixes et bien définies.
Un bon aménagement du territoire qui repose sur des connaissances scientifiques est impératif afin de diminuer la vulnérabilité des populations riveraines et de limiter les dommages sur les infrastructures, particulièrement dans un contexte de changements climatiques où la fréquence des inondations majeures est en augmentation.

## Principes

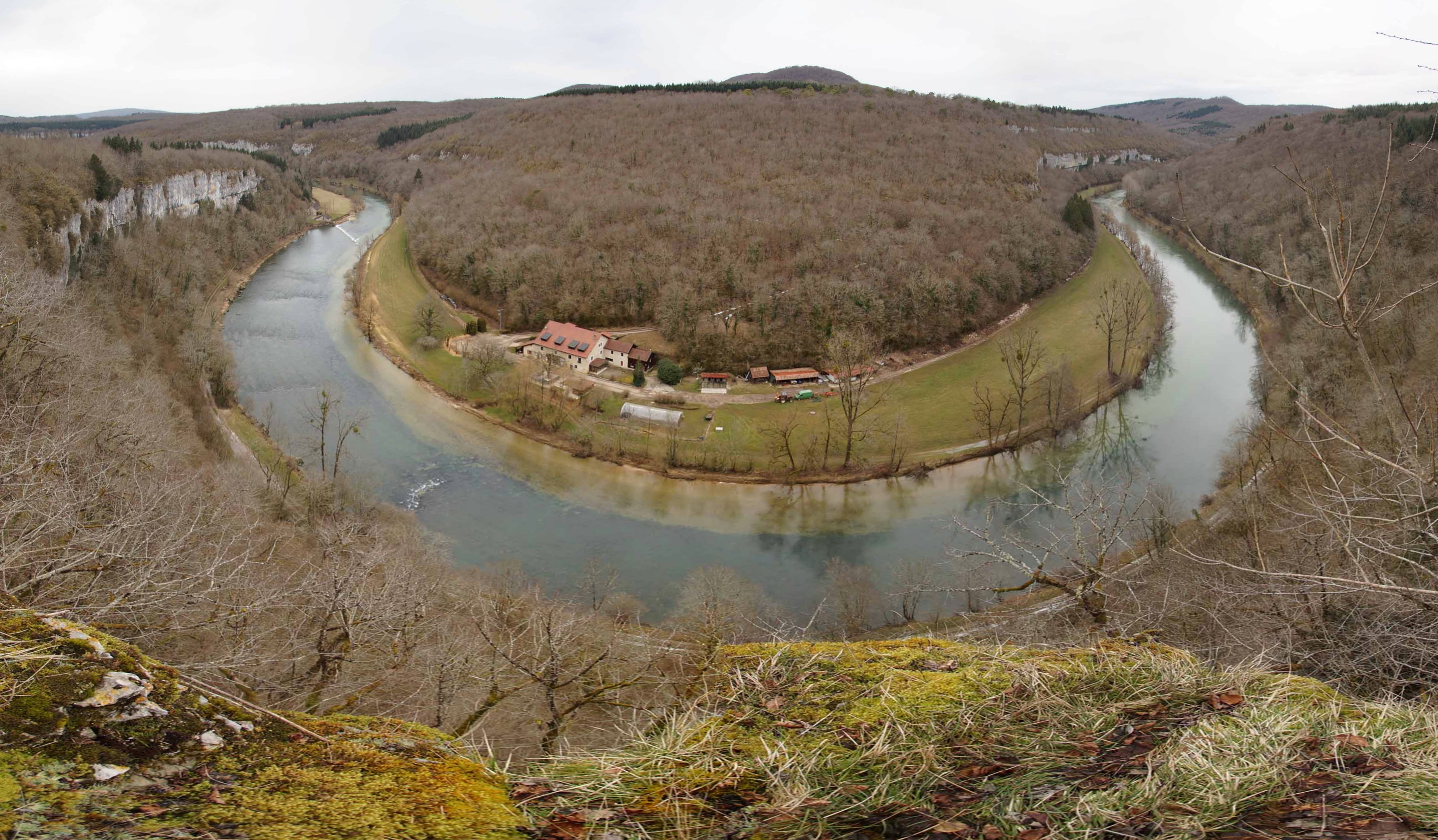
Le grand méandre de la Piquette, France

Le concept d’espace de liberté repose sur deux principes fondamentaux en hydrologie. Premièrement , l’espace de mobilité, qui est lié à la dynamique latérale des cours d’eau et deuxièmement, l’espace d’inondabilité, qui est lié à la récurrence des crues. L’espace de liberté d’un cours d’eau est définie comme étant la somme de ces deux paramètres à laquelle les milieux humides riverains s’y ajoutent étant donné leurs fonctions indispensables. L’espace de mobilité correspond au déplacement potentiel du lit d’un cours d’eau au fil du temps. En effet, les berges d’un cours d’eau sont constamment façonnées par les processus d’érosion latérale. Ces processus peuvent entrainer des problématiques pour les propriétaires riverains et les infrastructures. Cependant, cette érosion constitue un apport important de sédiments et contribue à l’évolution de la sinuosité du cours d’eau. Sur le long terme, le recoupement des méandres peut être observé, ce qui génère des milieux humides. Le déplacement d’un cours d’eau peut être déterminé en analysant les photographies aériennes d’époque et en comparant celles-ci avec des images satellitaires actuelles.

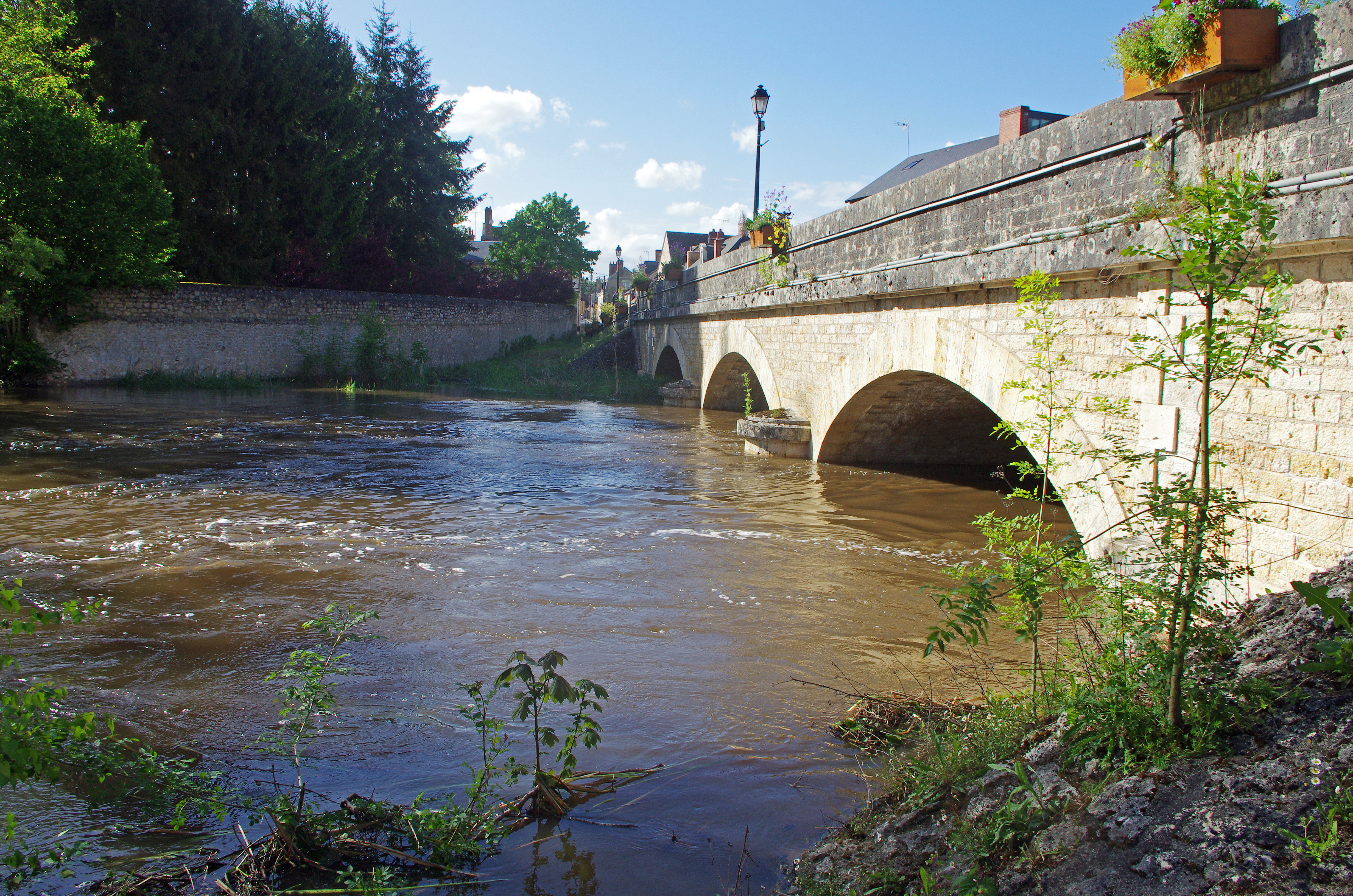
Importante crue de Cellettes, Loir-et-Cher, France

Ensuite, l’espace d’inondabilité correspond à la plaine inondable d’un cours d’eau. L’inondation est aussi un processus physique de grande importance étant donné qu’elle permet la recharge des aquifères, la fertilisation des plaines et d’assurer une certaine connectivité entre les milieux humides. En revanche, les inondations constituent un risque majeur pour les populations riveraines, les infrastructures et les activités agricoles. Il est donc primordial de bien cartographier ce risque afin d’avoir une bonne conception de l’espace de liberté. Au Québec, cette cartographie fait partie des mandats du Ministère de la Sécurité Publique et du Centre d’Expertise Hydrique.
Finalement, les milieux humides localisés dans les plaines inondables offrent une importante résilience naturelle aux inondations puisqu’ils ont une capacité de rétention des eaux de crues ce qui diminue les risques sur les populations riveraines. De plus, ce pouvoir tampon a également une importance lors des saisons plus sèches puisque les milieux humides relâchent progressivement l’eau emmagasinée dans le réseau hydrique, permettant ainsi de maintenir le débit des cours d’eau. Les milieux humides sont également des habitats essentiels pour une multitude d’espèces animales et végétales.
Finalement, ce qu’il faut retenir, c’est la formule suivante : espace de liberté = érosion + inondations + milieux humides.

## Aspects légaux
Du point de vue légal, au Québec, l’espace de liberté des cours d’eau est intégrée dans la Politique de protection des rives, du littoral et des plaines inondables (PPRLPI) et dans la Loi sur l’aménagement et l’urbanisme (LAU). Les municipalités ont donc l’obligation d’intégrer les concepts d’espace de liberté dans leur schéma d’aménagement et le Ministère de l’Environnement et de la Lutte contre les changements climatiques du Québec a théoriquement le pouvoir d’ordonner des modifications qui seraient nécessaires si une municipalité enfreint ces réglementations.